# 사이온지 긴모치
사이온지 긴모치(일본어: 西園寺公望, 1849년 12월 7일 ~ 1940년 11월 24일)는 일본 제국의 정치인, 교육자이다. 일본의 공가 출신으로 제12·14대 내각총리대신, 정2위 대훈위 공작을 지냈다. 1924년에 마쓰카타 마사요시 사망 이후 최후의 원로로서 다이쇼 천황, 쇼와 천황을 보필했다. 그 밖에 교토에 위치한 리쓰메이칸 대학의 전신 '리쓰메이칸 사숙'을 설립한 사람으로도 유명하다.

## 생애

### 성장 과정
사이온지는 후지와라 북가(藤原北家) 간인류(閑院流) 계열의 청화가(清華家) 중 하나인 도쿠다이지가(徳大寺家)의 제28대 당주이자 우대신이었던 도쿠다이지 긴이토(徳大寺公純)의 차남으로 태어나 4세에 사이온지가의 양자가 되어 가독을 상속했다. 두 가문의 서열 모두 청화가였고, 후지와라노 긴자네(藤原公実)를 시조로 한다. 친형 사네쓰네(実則)는 시종장을 3번 역임하고 내대신으로도 근무한 궁중의 실력자였다. 바로 밑의 동생 스미토모 도모이토(住友友純)는 재벌 스미토모가(住友家)의 데릴사위로 제15대 스미토모 기치자에몬의 이름을 계승해, 장기간 재계에 군림했다. 그리고 막내동생 스에히로 다케마로(末弘威麿)는 외가인 스에히로가(末弘家)를 이어, 후에 사립 교토 법정학교(현재의 리쓰메이칸 대학)의 간사, 이사를 맡았다.
유년기의 거주지가 어소(御所)와 가깝고, 사치노미야 황태자(후의 메이지 천황)과 나이도 비슷하여 종종 그의 놀이 상대로 부름을 받았다.

### 에도 막부 말기 · 메이지 유신
이와쿠라 도모미나 산조 사네토미와 같은 에도 막부 말기에서의 정치적 공적은 거의 전무하다. 다만 도바-후시미 전투가 시작되었을 때, 조정에서는 이를 도쿠가와가와 시마즈가의 사적인 싸움이라고 보는 의견이 나오던 중에 적극적인 관여주전론을 주장해 이와쿠라 도모미 등의 토막파 공경들에게 주목을 받았다. 이후 보신전쟁에는 산인도 진무총독, 아이즈구 정벌대참모로서 각지를 전전했고 그 후엔 에치고 부지사등을 역임했지만, 그 당시 10대의 젊은 나이로 임관이 가능했던 이유로 가문의 후광 이외의 것을 찾아내기는 어려웠다. 또, 공경 중에서 처음 양장 차림으로 궁중에 참내해, 상당수의 잔류 양이파 공경의 노여움을 산 에피소드도 자기 저서(陶庵随筆)에서 피력하고 있다.
작가 시바 료타로는 저서인 '화신'(花神, かしん)에서 도막파 병학자 오무라 마스지로가 사이온지를 후계자로 보고 있었다는 입장을 취했지만, 실제로는 마스지로에게 “당신은 군문 쪽으로 나가지 않는 게 좋다.”라는 말을 들었다고 한다.
공가식의 이름인 긴모치를 싫어해 관직에서 물러난 후에“望一郎”로 개명하였다. 1871년 오무라의 추천을 받아 1871년 관비로 프랑스로 유학을 가게 되자 (후에 감액을 신청한다) 그에 대한 답례 방문을 하기 직전 갑작스럽게 찾아온 친구와의 대화가 길어진 사이 오무라 마스지로가 습격당한 사건이 일어났다.
유학 당시의 편지에는 프랑스로 가는 배 안에서 지구가 둥글다는 일을 이해한 일이나, 백인소년에게 이별의 키스를 요청받아 당황했다는 에피소드 등이 실려있다. 이 시기에 일어난 파리 코뮌을 가까이 지켜볼 수 있었다. 또한 클레망소(후의 프랑스 수상), 동료 유학생인 나카에 조민, 마쓰다 마사히사 등과 친교를 맺어 귀국 후까지 그 인맥을 이어갔다. 파리 유학에서 자유 사상을 접하고 자유민권운동에 심취하여 나카에 조민, 마쓰다 마사히사 등과 함께 1881년 3월 18일에 동양자유신문을 발행하지만 사이온지가 자유민권운동에 가담하는 것을 싫어한 정부의 압력에 의해 퇴사를 종용 받아 4월 30일 제34호까지만 발행된 후 폐간의 쓰라림을 맞게 된다.

### 정치가로서의 사이온지

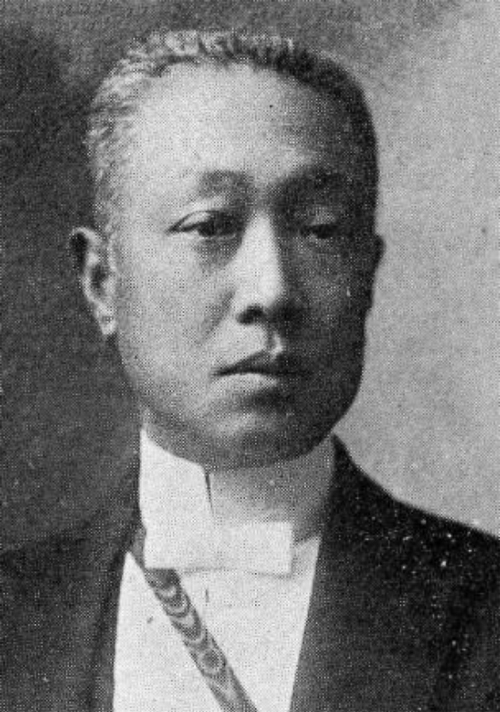
1906년 총리 시절의 모습

정치가로서의 경력은 1882년 헌법 조사를 위해 유럽을 순방한 이토 히로부미의 수행에서 시작된다. 유럽에서 이토의 지우를 얻은 사이온지는, 1900년 입헌정우회 개양에 참가해 1903년에는 총재가 되었다. 그 후 다이쇼 천황 즉위시에 원로의 반열에 올랐다.
사이온지의 사상은 자유주의(liberal)을 자칭하여 중의원에서의 다수파 정당이 내각을 조직하는 헌정의 상도를 관례로 여겼다. 또 프랑스 유학의 영향 탓인지 친유럽적인 면을 보여 군부등에서 국가주의에 반하는 사람으로 세계주의자라는 비난을 받기도 했다. 그에게 정치력이 없다는 견해도 있지만 야마가타 아리토모 사후의 일본에서 사이온지만큼의 정치력을 가진 자는 존재하지 않았다. 궁중 재계와의 인척관계를 배경으로, 그는 원로로서 궁중과 국무, 군부의 조정역을 맡아 일본 정계를 이끌었다. 또 문부대신 재임 중에는 교육칙어를 개정하려 하는 등 쇼와 초기의 국가주의적 정치와는 거리를 둔 언행을 간간히 보이며 군부의 세력 확대에 저항했지만, 전쟁을 막아내는 데에는 역부족이었다.
리쓰메이칸 대학에 기증한 편액에 사이온지 가문의 본성인 후지와라 성을 살려 후지와라 긴모치(藤原公望)로 서명한 것에서도 알 수 있듯이 자신이 천 년 이상 황실과 함께 했던 후지와라씨의 후손이라는 강한 의식이 있었고, 그것이 정치자세가 되었다. 즉 절대적인 권력을 지니기 때문에 오류가 용서되지 않는 천황의 친정에 계속 반대했다. 이것은 다나카 기이치가 만주모중대사건의 상주의 불일치를 쇼와천황에 질책당해 내각이 총사직했을 때, 사이온지가 천황에 누를 끼치는 것을 구실로 천황에 의한 다나카에의 질책에 반대하고 있던 것으로 봐도 분명하다. 또, “입헌군주로서 신하의 결정에 반대하지 않는다.”라는 쇼와 천황의 신조는 사이온지의 영향을 받은 면도 있으나 황도파 장교의 반감을 사기도 하였다.

### 제1차 호헌 운동
제2차 사이온지 내각은 기반으로 하는 여당 정우회가 중의원에서 절대다수를 차지한 것도 있었기에, 재무행정개혁에 착수했다. 1913년(다이쇼 2년)의 예산책정을 대상으로 세출 1할 삭감을 목표로 했지만, 육군은 2개 사단의 증설을 요구하고, 해군도 또한 전함 3척 건조를 예산안에 포함시켰다. 육군은 사이온지 내각을 전복시켜서라도 2개사단 증설을 달성하기 위해 분주했고, 내각이 끝까지 거부방침을 내타냈기에 우헤하라 유사쿠 육군대신은 천황에게 직접 사표를 제출했다.
육군대신에게는 직접 천황에게 상주하는 유막상주가 제도상 인정되고는 있었지만, 각료가 수상을 통하지 않고 직접 천황에게 사표를 제출한 것은 전대미문의 일이었다. 또, 육군이 후임육상을 내지 않는 한 사이온지 내각은 육상을 얻지 못한 채 사임할 수밖에 없어, 당시 육상사임의 영향은 매우 컸다(군부대신 현역 무관제).
사이온지는 이후 다이쇼 천황에게 불려가 천황의 입에서 육상의 사표제출을 알게 되었다. 그는 후임의 육상에 대하여 육군의 실력자 야마가타 아리토모에게 상담했으나, 야마가타가 후임의 육상을 낼 생각이 없는 것을 헤아리자, 기선을 억제해 총사직했다.
정우회를 통하여 내각 총사직의 내막이 널리 알려지면서 국민들 사이에 갑자기 벌족타파, 헌정옹호의 기운이 높아져 제1차 호헌 운동이 일어났다. 정우회는 입헌 국민당의 이누카이 쓰요시등과 제휴해, 호헌 운동의 진두에서 사이온지 내각의 후임내각인 제3차 가쓰라 내각과 대립했다. 다만, 정국제휴나 국민을 향한 연설회등에 사이온지는 직접 터치하고 있지 않은 것 같고, 이것들은 정우회의 간부로 있던 히라 다카시나, 마쓰다 마사히사등과 국민당의 이누카이 쓰요시, 오자키 유키오가 중심이 되어 있었던 것 같다.
의회는 원래부터 정우회가 절대다수였으므로, 의회가 개시되자 정우회와 국민당은 내각 불신임안을 제출해 가쓰라 내각은 궁지에 처했다. 거기에, 벌족측에서는 영국의 조지5세가 즉위한 때에, 즉위 직후인 것을 이유로 자유당과 보수당과의 정쟁을 금지하기위한 명령을 실현시켰다고 하는 이야기를 모방해, 흡사 다이쇼 천황이 즉위한 지 얼마 되지 않은 무렵이었으므로 칙어를 내는 형태로 사이온지 긴모치에게 정쟁을 중지하도록 설득했다.
정우회에서는 천황의 의사라면 거기에 따를 수밖에 없다며 불신임안을 철회했고, 일단은 가쓰라 내각에 은혜를 배푸려는 의견이 한때 유력하게 되었지만, 이것에 국민당의 오자키 유키오가 강하게 반발했다. 그리고, 이누카이 쓰요시의 조언으로 사이온지는 정우회 총재를 사임해, 정우회 자체는 끝까지 내각퇴진을 요구하게 되었다. 이 때에 해군의 야마모토 곤베에가 정우회 본부를 격려를 위해서 방문했다.
결국, 호헌 운동의 고조로 가쓰라 내각은 1913년 2월 11일에 총사직해, 동일 후계수상을 결정하기 위한 원로회의가 열렸다. 이때의 회의에는 사이온지도 처음 원로로서 출석했다. 그러나 정우회의 대표로서 출석은 결코 아니었다. 회의에서는 처음엔 사이온지가 후계수상에 추천되었지만, 이것을 받으면 칙어에 반하게 된다고 하여 사이온지는 사양했다. 결국, 후계수상은 야마모토 곤베에로 정해졌다.

### 쇼와
1926년(쇼와 원년) 12월 28일, 황위를 계승한 직후의 쇼와 천황은 사이온지에게 특별히 칙어를 내려(대훈위 공작 사이온지긴모치에게 주는 칙어), 이것에 의해 사이온지가 유일한 원로로서 내각총리대신 주천의 직무를 떠맡는 것이 사실상 확립됐다. 그는 1940년, 요나이 미쓰마사 내각 탄생 전까지 어떠한 형태로든 내각수반 지명에 계속 관여하게 된다. 1936년의 2·26사건때는, 궐기장교의 일부가 사이온지 습격을 계획하고 있었지만 실행되지 않았다. 습격을 주장하는 사람은 원로 사이온지를 군측의 간사한 수괴로 보고 있었던 것에 비해, 부정파는 천황과의 연결책으로 사이온지가 필요하다는 것을 표면상 구실로 하고 있었다고 한다.
도쿄 스루가타이의 본가 외에, 시즈오카현의 고텐바초의 우편선총별장, 같은 시즈오카현 오키쓰의 자교소, 교토의 세이후소우의 각 별장에 은둔생활을 하며, 원로로서 중심을 이루었다. 최후의 만 년이 되면, 피서를 위해서 고텐바에 체재하는 것 이외에는 일 년의 대부분을 겨울의 기온이 온화한 자교소에서 보내었다.
1937년의 고노에 후미마로 1차 내각 성립 이후엔 점차 정치 표면에서 물러나, 계속 반대했던 삼국(독일-이탈리아-일본) 군사동맹 성립 2개월 후에 사망했다. 기대를 걸었던 고노에게도 배반당해 그를 수상으로 추천한 일을 마지막까지 후회하고 있었다고 한다. 마지막으로 남긴 말은 “도대체 어디로 나라를 끌고가는 것이냐”라고 전해진다.
1941년 고노에 내각의 두뇌를 맡던 손자 기미카즈가 조르게 사건에 연루되어 체포당했다.

## 사이온지와 교육
문부대신 시절의 사이온지는 교양있는 시민의 육성을 중시해, “과학, 영어, 여자 교육을 중시하라“고 천명하고 있었다. 그리고 1890년에 이노우에 다케시등이 만든 교육칙어에 반대해, 메이지 천황으로부터 교육칙어 개정허가를 얻은 것과 동시에, 제2차 교육칙어의 작성에 임했다. 이 2차 교육칙어의 초안은, 사이온지가로부터 리쓰메이칸 대학에 기증되어 현존하고 있다. 또, 아래의 교육기관 설립에도 관여하고 있다.
- 리쓰메이칸 대학 : 1869년 사숙, ‘리쓰메이칸‘ 창설(교토부청 태정관 류수관의 차출명령에 의해 약 1년 만에 폐쇄되었다), 현재의 리쓰메이칸 대학의 이름은 문부대신 당시의 비서관 나카가와 고주로가 양도받은 것으로 리쓰메이칸 사숙과 직접적 연결은 없다. 그러나 대학의 전신인 교토 법정 학교 설립시에는 사이온지 긴모치의 친아우 스에히로 다케마로가 학원강사로 취임하고 있던 관계 등으로 인해 사이온지 긴모치가 숨을 거둔 1940년 리쓰메이칸 대학의 학조로 결정했다.
- 1880년 메이지 법률 학교(현재의 메이지 대학) 창설에 협력.
- 1897년 제2제국대학(현재의 교토 대학)을 교토에 유치.
- 1901년 일본 여자 대학의 설립 발기인·창립위원.

## 같이 보기
- 제1차 사이온지 내각
- 제2차 사이온지 내각
- 게이엔 시대